# Contea di Blaine (Oklahoma)
La contea di Blaine ( in inglese Blaine County ) è una contea dello Stato dell'Oklahoma, negli Stati Uniti. La popolazione al censimento del 2000 era di 11 976 abitanti. Il capoluogo di contea è Watonga.

## Centri abitati
| - Canton - Geary - Greenfield | - Hitchcock - Hydro - Longdale | - Okeene - Watonga - Southard | - Homestead - Darrow - Bucher |